# 歌物語 -〈物語〉シリーズ主題歌集-
『歌物語 -〈物語〉シリーズ主題歌集-』（うたものがたり ものがたりシリーズしゅだいかしゅう）は、西尾維新原作のテレビアニメ『〈物語〉シリーズ』の主題歌集。2016年1月6日にアニプレックスから発売された。
ここでは、2019年5月10日に発売された『歌物語2 -〈物語〉シリーズ主題歌集-』（うたものがたり2 ものがたりシリーズしゅだいかしゅう）についても記述する。

## 概要
アニメ化された『〈物語〉シリーズ』作品のうち、「化物語」「偽物語」「猫物語（黒）」「〈物語〉シリーズ セカンドシーズン」の主題歌を全て網羅したサウンドトラック。ジャケットイラストは渡辺明夫の描き下ろしである。
『〈物語〉シリーズ』のオープニング曲と一部のエンディング曲はCD単独での販売はなく、アニメ本編のDVD・Blu-rayの封入特典としてのみ販売されている。そのため、「偽物語」以降の作品のオープニング曲は初のCDとしての販売となる。（「化物語」のみ、「化物語 音楽全集Songs&Soundtracks」に収録されている）
CDのみ2枚組の通常盤と、CDに加えてBDまたはDVDが付属する3枚組の完全生産限定盤が2種の3バージョンで発売。完全生産限定盤付属のBDまたはDVDには全23曲のテレビサイズのノンテロップ映像が収録されている。また、完全生産限定盤にはmeg rock、神前暁、ミトによるオープニング曲解説が書かれたブックレットも付属している。

## チャート成績
1月5日付のオリコンデイリーランキングでは26,794枚を売り上げ2位にランクインし、翌日の6日付では15,387枚を売り上げ1位にランクイン。その後も9日付まで4日連続で首位を守った。1月18日付のオリコンチャート週間ランキングでは、6.6万枚を売り上げ1位にランクイン。アニメのコンピレーション・アルバムの首位獲得は、『ONE PIECE MEMORIAL BEST』が2010年3月29日付で獲得して以来、5年10ヶ月ぶりの快挙となった。また、深夜アニメによる関連CDの週間1位は、ラブライブ!の『μ's Best Album Best Live! Collection II』（μ's）が2015年6月8日付で獲得して以来、8ヶ月ぶりの記録となった。
また、ビルボードにおいてもTop Albums・Top Albums Salesの2部門両方で1位を獲得。アニメのアルバムによるビルボード2部門両方での首位獲得は史上初の快挙となった。
2月には売上枚数が10万枚を突破し、日本レコード協会からゴールドディスクに認定された。
Amazonランキング大賞2016上半期、及び年間ランキングのアニメミュージック部門で1位を受賞。
Google Play5周年企画による日本国内の過去5年間で最もダウンロードされた音楽アルバム部門で第5位。

## 収録曲

### CD
- 作詞：meg rock / 作曲・編曲：神前暁（特記除く）

#### Disc1
1. staple stable
歌：戦場ヶ原ひたぎ（斎藤千和）
「化物語（ひたぎクラブ）」オープニングテーマ
2. 帰り道
歌：八九寺真宵（加藤英美里）
「化物語（まよいマイマイ）」オープニングテーマ
3. ambivalent world
歌：神原駿河（沢城みゆき）
「化物語（するがモンキー）」オープニングテーマ
4. 恋愛サーキュレーション
歌：千石撫子（花澤香菜）
「化物語（なでこスネイク）」オープニングテーマ
5. sugar sweet nightmare
歌：羽川翼（堀江由衣）
「化物語（つばさキャット）」オープニングテーマ
6. 君の知らない物語
作詞・作曲・編曲：ryo / 歌：supercell
「化物語」エンディングテーマ
7. 二言目
歌：戦場ヶ原ひたぎ（斎藤千和）
「偽物語（かれんビ―）第1話・第3話」オープニングテーマ
8. marshmallow justice
歌：阿良々木火憐（喜多村英梨）
「偽物語（かれんビー）第2話・第5話・第6話」オープニングテーマ
9. 白金ディスコ
歌：阿良々木月火（井口裕香）
「偽物語（つきひフェニックス）第8話・第9話・第10話」オープニングテーマ
10. ナイショの話
作詞・作曲・編曲：ryo / 歌：ClariS
「偽物語」エンディングテーマ
11. perfect slumbers
歌：羽川翼（堀江由衣）
「猫物語（黒）」オープニングテーマ
12. 消えるdaydream
作詞：こだまさおり / 作曲・編曲：神前暁 / 歌：河野マリナ
「猫物語（黒）」エンディングテーマ

#### Disc2
1. chocolate insomnia
歌：羽川翼（堀江由衣）
「〈物語〉シリーズ セカンドシーズン（「猫物語（白）」）」オープニングテーマ
2. happy bite
歌：八九寺真宵（加藤英美里）
「〈物語〉シリーズ セカンドシーズン（「傾物語」）」オープニングテーマ
3. アイヲウタエ
作詞・作曲・編曲：じん（自然の敵P） / 歌：春奈るな
「〈物語〉シリーズ セカンドシーズン（「猫物語（白）」、「傾物語」）」エンディングテーマ
4. the last day of my adolescence
作詞：meg rock / 作曲・編曲：ミト（クラムボン） / 歌：神原駿河（沢城みゆき）
「〈物語〉シリーズ セカンドシーズン（「花物語」）」オープニングテーマ
5. 花痕 -shirushi-
作詞：こだまさおり / 作曲：黒須克彦  / 編曲：鈴木Daichi秀行 / 歌：河野マリナ
「〈物語〉シリーズ セカンドシーズン（「花物語」）」エンディングテーマ
6. もうそう♥えくすぷれす
歌：千石撫子（花澤香菜）
「〈物語〉シリーズ セカンドシーズン（「囮物語」）」オープニングテーマ
7. white lies
作詞：meg rock / 作曲・編曲：ミト（クラムボン） / コーラス：宮越裕雄、山田茂（東京混声合唱団）
「〈物語〉シリーズ セカンドシーズン（「鬼物語」）」オープニングテーマ
8. その声を覚えてる
作詞：こだまさおり / 作曲・編曲：神前暁 / 歌：河野マリナ
「〈物語〉シリーズ セカンドシーズン（「囮物語」、「鬼物語」）」エンディングテーマ
9. fast love
歌：戦場ヶ原ひたぎ（斎藤千和）
「〈物語〉シリーズ セカンドシーズン（「恋物語」）」BD/DVD版オープニングテーマ
10. 木枯らしセンティメント
歌：戦場ヶ原ひたぎ（斎藤千和）、貝木泥舟（三木眞一郎）
「〈物語〉シリーズ セカンドシーズン（「恋物語」）」オープニングテーマ
11. snowdrop
作詞：meg rock / 作曲・編曲：田中秀和 / 歌：春奈るな×河野マリナ
「〈物語〉シリーズ セカンドシーズン（「恋物語」）」エンディングテーマ

### BD/DVD
1. staple stable
2. 帰り道
3. ambivalent world
4. 恋愛サーキュレーション
5. sugar sweet nightmare
6. 君の知らない物語
7. 二言目
8. marshmallow justice
9. 白金ディスコ
10. ナイショの話
11. perfect slumbers
12. 消えるdaydream
13. chocolate insomnia
14. happy bite
15. アイヲウタエ
16. the last day of my adolescence
17. 花痕 -shirushi-
18. もうそう♥えくすぷれす
19. white lies[3]
20. その声を覚えてる
21. fast love
22. 木枯らしセンティメント
23. snowdrop

### 演奏
Disc 1
- KAZCO：Chorus (#1)
- 飯室博：Guitar (#1-5.7.9.11.12)
- 黒須克彦：Bass (#1.3.8)
- 神前暁：Programming (#1-5.7.9.11.12)
- 種子田健：Bass (#5)
- 河村“カースケ”智康：Drums (#5)
- 室屋光一郎ストリングス：Strings (#5)
- 西川進：Guitar (#6)
- 山口寛雄：Bass (#6)
- 玉田豊夢：Drums (#6)
- 渡辺シュンスケ：Piano (#6)
- 山本陽介：Guitar (#8)
- かどしゅんたろう：Drums (#8)
- 佐々木史郎、小林太：Trumpet (#8)
- 河合わかば：Trombone (#8)
- 勝田一樹 (DIMENSION)：Tenor Sax (#8)
- ミト (クラムボン)：Bass (#9)
- TAKUYA (ex.JUDY AND MARY)：Guitar, Chorus (#10)
- 二村学：Bass (#10)
- 柏倉隆史 (the HIATUS)：Drums, Tambourine (#10)
- ryo(supercell)：Organ, Programming, All Other Instruments (#10)
- 渡辺等：Bass (#11.12)
- 佐野康夫：Drums (#11.12)
- 室屋光一郎、伊藤彩：Violin (#11)
- 坂口弦太郎：Viola (#11)
- 堀沢真己：Cello (#11)

Disc 2
- 神前暁
  - Chorus (#1.2)
  - Programming (#1.2.6.10)
- meg rock：Chorus (#1)
- 広川恵一：Programming (#1.2.6)
- 古川昌義：Guitar (#1)
- 渡辺等：Bass (#1.11)
- 佐野康夫：Drums (#1.7.11)
- 室屋光一郎ストリングス：Strings (#1.6.7.10)
- AYAMO：Chorus (#2)
- 飯室博：Guitar (#2.6.10.11)
- じん：Guitar (#3)
- 白神真志朗：Bass (#3)
- ゆーまお (ヒトリエ)：Drums (#3)
- 中西亮輔：Strings Arrangement (#3)
- mao：Chorus (#4)
- 田渕ひさ子 (bloodthirsty butchers)：Guitar (#4)
- 末光篤：Piano (#4)
- かどしゅんたろう：Drums (#4)
- ミト (クラムボン)
  - Other Instruments (#4.7)
  - Strings Arrangement (#7)
- 山内“masshoi”優：Drums (#5)
- 鈴木 Daichi 秀行：Guitar, Bass, Other Instruments (#5)
- 齋藤順：Bass (#6)
- 高田龍一
  - Strings Arrangement (#7.8)
  - Horn Arrangement (#7)
- 宮越裕雄、山田茂 (東京混声合唱団)：Chorus (#7)
- 三沢またろう：Percussion (#7)
- 藤井珠緒：Percussion (#7)
- 辻元憲一、長谷川智之、安藤友樹：Trumpet (#7)
- 藤田乙比古、山内研自、塚田聡、松浦光男：Horn (#7)
- 高慶“CO-K”卓史：Guitar (#9)
- eji：Piano (#9)
- 小島剛広：Bass (#9)
- 石井悠也：Drums (#9)
- 室屋光一郎、森本安弘：Violin (#9)
- 島岡智子：Viola (#9)
- 結城貴弘：Cello (#9)
- 辻純更：Chorus (#11)
- ただすけ：Piano, Organ (#11)

## 歌物語2

### 概要（歌物語2）
アニメ化された『〈物語〉シリーズ』作品のうち、「憑物語」「暦物語」「終物語」「傷物語」「続・終物語」の主題歌を全て網羅したサウンドトラック。前作同様ジャケットイラストは渡辺明夫の描き下ろしである。
CDのみ1枚組の通常盤と、CDに加えてBDまたはDVDが付属する2枚組の完全生産限定盤が2種の3バージョンで発売。完全生産限定盤付属のBDまたはDVDには全17曲のテレビサイズのノンテロップ映像が収録されている。また、完全生産限定盤にはmeg rock、神前暁、ミトによるオープニング曲解説が書かれたブックレットも付属している。

### チャート成績（歌物語2）
5月9日付のオリコンデイリーランキングでは0.9万枚を売り上げ1位にランクイン。その後も4日連続で2位以内を守った。2019年5月20日付のオリコンチャート週間ランキングでは、1.6万枚を売り上げ1位にランクイン。同一アニメ作品のコンピレーション・アルバムが2作連続で首位を獲得するのは史上初の快挙となった。また、深夜アニメによる関連アルバムの連続週間1位は、放課後ティータイムが『放課後ティータイム』（2009年）と『放課後ティータイムII』（2010年）で達成して以来、9年ぶりの記録となった。
また、ビルボードにおいてもTop Albums Salesで2作連続の1位を獲得。

### 収録曲（歌物語2）

#### CD
1. オレンジミント
作詞：meg rock / 作曲・編曲：ミト（クラムボン） / 歌：斧乃木余接(早見沙織)
「憑物語」オープニングテーマ
2. border
作詞：meg rock / 作曲・編曲：重永亮介 / 歌：ClariS
「憑物語」エンディングテーマ
3. decent black
作詞：meg rock / 作曲：ミト（クラムボン） / 編曲：ミト（クラムボン）、A-bee / 歌：忍野扇(水橋かおり)
「終物語（おうぎフォーミュラ）」オープニングテーマ
4. mathemagics
作詞：meg rock / 作曲・編曲：ミト（クラムボン） / 歌：老倉育(井上麻里奈)
「終物語（そだちリドル）」オープニングテーマ
5. 夕立方程式
作詞：meg rock / 作曲・編曲：ミト（クラムボン） / 歌：老倉育(井上麻里奈)
「終物語（そだちロスト）」オープニングテーマ
6. mein schatz
作詞：meg rock / 作曲：ミト（クラムボン） / 編曲：ミト（クラムボン）、高田龍一（MONICA） / コーラス：東京混声合唱団
「終物語（しのぶメイル）」オープニングテーマ
7. さよならのゆくえ
作詞：瀧川ありさ / 作曲：瀧川ありさ、Saku / 編曲：Saku、瀧川ありさ / 歌：瀧川ありさ
「終物語（上・中）」エンディングテーマ
8. terminal terminal
作詞：meg rock / 作曲：ミト（クラムボン）、神前暁 / 編曲：神前暁、ミト（クラムボン） / 歌：八九寺真宵(加藤英美里)
「終物語（まよいヘル）」オープニングテーマ
9. dreamy date drive
歌：戦場ヶ原ひたぎ(斎藤千和)
「終物語（ひたぎランデブー）」オープニングテーマ
10. dark cherry mystery
作詞：meg rock / 作曲・編曲：ミト（クラムボン） / 歌：忍野扇(水橋かおり)
「終物語（おうぎダーク）」オープニングテーマ
11. SHIORI
作詞・作曲：小川智之 / 編曲：湯浅篤 / 歌：ClariS
「終物語（下）」エンディングテーマ
12. 07734
作詞：meg rock / 作曲：神前暁、ミト（クラムボン） / 編曲：ミト（クラムボン）、神前暁 / 語り：阿良々木暦(神谷浩史)
「続・終物語」オープニングテーマ
13. azure
作詞：ハヤシケイ（LIVE LAB.） / 作曲：秋葉広大（LIVE LAB.） / 編曲：毛蟹（LIVE LAB.） / 歌：TrySail
「続・終物語」エンディングテーマ
14. whiz
作詞・作曲：渡辺翔 / 編曲：倉内達矢 / 歌：TrySail
「暦物語」エンディングテーマ
15. étoile et toi [édition le bleu]
作詞：meg rock / 作曲：神前暁 / 編曲：神前暁、高田龍一 / 歌：クレモンティーヌ
「傷物語(熱血編)」テーマソング
16. étoile et toi [édition le blanc]
作詞：meg rock / 作曲：神前暁 / 編曲：高田龍一 / 歌：Clémentine ＆ Ainhoa
「傷物語(冷血編)」テーマソング
17. wicked prince
作詞：meg rock / 作曲：神前暁 / 編曲：神前暁、木村孝明 / 歌：princess à la mode（戦場ヶ原ひたぎ、羽川翼、八九寺真宵、神原駿河、千石撫子、斧乃木余接、阿良々木火憐、阿良々木月火、老倉育、忍野扇）
「ぷくぷく」テーマソング

#### BD/DVD
1. オレンジミント
2. border
3. decent black
4. mathemagics
5. 夕立方程式
6. mein schatz
7. さよならのゆくえ
8. さよならのゆくえ(しのぶメイル バージョン)
9. terminal terminal
10. dreamy date drive
11. dark cherry mystery
12. SHIORI(まよいヘル バージョン)
13. SHIORI(ひたぎランデブー バージョン)
14. SHIORI(おうぎダーク バージョン)
15. 07734
16. azure(TVバージョン)
17. whiz
18. wicked prince